# Tatorinia rufipennis
Tatorinia rufipennis är en fjärilsart som beskrevs av George Francis Hampson 1926. Tatorinia rufipennis ingår i släktet Tatorinia och familjen nattflyn. Inga underarter finns listade i Catalogue of Life.